# Valenciatandkarp
Valenciatandkarp (Valencia hispanica), en fisk i familjen cyprinodontidae som finns sällsynt i sydöstra Spanien.

## Utseende
Valenciatandkarpen är en avlång fisk med stora ögon och rundade fenor. Färgen på övre delen av kroppen är brungrön, och ljusnar nedåt buken. Den vuxna hanen har blågrå sidor, och 9 till 12 smala, mörka tvärränder på bakkroppen. Stjärt- och ryggfenorna är gula med mörka kanter. På honans sida finns en svag, blågrå längsstrimma från ögat till stjärtspolen. Fisken kan bli upp till 8 cm lång.

## Vanor
Arten är en bottenlevande fisk som framför allt uppehåller sig i kustnära källor och färskvattenlaguner. Den kan också leva i träsk och andra våtmarker med tät vegetation. Födan består främst av märlkräftor av underordningen Gammaridea, men den tar också insekter och deras larver. Honorna kan bli upp till 4 år gamla, hanarna 3 år.

### Fortplantning
Parningstiden infaller mellan april och juli, då hanarna får kraftigare färger och börjar hävda små revir. När en hona simmar in i ett sådant, uppför hanen en halvcirkelformad parningsdans för henne. Honan lägger därefter mellan 10 och 30 ägg, som klibbar fast vid undervattensvegetationen. De kläcks efter omkring en vecka. Hon kan upprepa parningsspelet med andra hanar.

## Utbredning
Valenciatandkarpen finns längs Spaniens medelhavskust från Tortosa till Kap San Antonio. Den har även tidigare funnits vid Frankrikes medelhavskust nära Perpignan, men är utdöd i det området.

## Status
Valenciatandkarpen är klassificerad som akut hotad ("CR", underklassificering "A2ace") av IUCN, och populationen minskar kraftigt, med 80% de senaste 10 åren. Främsta orsaker är utdikning på grund av byggnation, miljöföroreningar från jordbruk och inplantering av arter som fungerar som predatorer och födokonkurrenter, exempelvis östlig moskitfisk (Gambusia holbrooki). Försök har gjorts att inplantera valenciatandkarpar i konstgjorda träsk.

## Kommersiell användning
Arten förekommer som akvariefisk, även om den anses svår att hålla.